# Andersonville
Andersonville és una població dels Estats Units a l'estat de Geòrgia. Segons el cens del 2000 tenia 331 habitants.

## Demografia
Segons el cens del 2000, Andersonville tenia 331 habitants, 124 habitatges, i 86 famílies. La densitat de població era de 98,3 habitants per km².
Dels 124 habitatges en un 34,7% hi vivien nens de menys de 18 anys, en un 46% hi vivien parelles casades, en un 17,7% dones solteres, i en un 30,6% no eren unitats familiars. En el 26,6% dels habitatges hi vivien persones soles el 10,5% de les quals corresponia a persones de 65 anys o més que vivien soles. El nombre mitjà de persones vivint en cada habitatge era de 2,67 i el nombre mitjà de persones que vivien en cada família era de 3,21.
Per edats la població es repartia de la següent manera: un 27,8% tenia menys de 18 anys, un 9,4% entre 18 i 24, un 31,4% entre 25 i 44, un 19,3% de 45 a 60 i un 12,1% 65 anys o més.
L'edat mediana era de 36 anys. Per cada 100 dones de 18 o més anys hi havia 97,5 homes.
La renda mediana per habitatge era de 29.107 $ i la renda mediana per família de 30.972 $. Els homes tenien una renda mediana de 26.591 $ mentre que les dones 20.000 $. La renda per capita de la població era de 15.168 $. Entorn del 19,8% de les famílies i el 23% de la població estaven per davall del llindar de pobresa.

## Poblacions més properes
El següent diagrama mostra les poblacions més properes.